# Лозница (Братунац)
Лозница (серб. Лозница / Loznica) — село в общине Братунац Республики Сербской Боснии и Герцеговины. Население составляет 12 человек по переписи 2013 года.

## География
Занимаемая площадь — 204 гектара.

## История
28 июня 1992 на Видовдан Лозница была атакована мусульманскими боевиками из Сребреницы под командованием Насера Орича, в результате нападения погибли 11 сербских граждан.